# Le Petit Chien de la marquise
Le Petit Chien de la marquise est une nouvelle de Théophile Gautier, publiée pour la première fois en décembre 1836 dans Le Figaro.

## Résumé
Au siècle de la Pompadour et du rococo, pour gagner les faveurs de la comtesse Éliante, le duc Alcindor doit enlever, pour lui en faire don, le bichon de la marquise.